# Петров, Данаил
Данаил Андонов Петров (болг. Данаил Андонов Петров, род. 5 февраля 1978 в Казанлыке, Болгария) — болгарский профессиональный шоссейный велогонщик. Четырёхкратный чемпион Болгарии в групповой гонке в 2010—2013 годах. Участник летних Олимпийских игр 2008 и 2012 годов.

## Победы
| 2001 - Чемпионат Болгарии, групповая гонка — 3-е место 2002 - Тур Миньо — этап 4 - Тур Португалии — этап 10 2004 - Вольта Алентежу — этап 3 и генеральная классификация - Трофей Жоакима Агостинью — этап 1 и 3-е место в общем зачёте 2005 - Трофей Жоакима Агостинью — этап 3 и 3-е место в общем зачёте 2006 - Трофей Жоакима Агостинью — этап 3 и генеральная классификация - Тур Болгарии — этап 2 - Чемпионат Болгарии, групповая гонка — 2-е место | 2008 - Гран-при Почты Португалии — этап 3 - Трофей Жоакима Агостинью — этап 1 - Тур Болгарии — этапы 6 и 7 2010 - Чемпион Болгарии в групповой гонке 2011 - Чемпион Болгарии в групповой гонке 2012 - Чемпион Болгарии в групповой гонке 2013 - Чемпион Болгарии в групповой гонке |

## Статистика выступлений наГранд Турах
| Гонка   | 2012 |
| ------- | ---- |
| Джиро   | —    |
| Тур     | —    |
| Вуэльта | 168  |